# Ветеринарный переулок (Ломоносов)
Ветерина́рный переулок — переулок в городе Ломоносове Петродворцового района Санкт-Петербурга. Проходит от Краснофлотского шоссе (напротив дома 1 по Транспортному переулку) в южном направлении.
Первоначальное, с 1916 года, вместе с Транспортным переулком образовывал единую улицу Тре́тьей Версты́. Это название связано с тем, что улица пересекала современное Краснофлотское шоссе на третьей версте от Ораниенбаума.
С конца 1930-х годов названия не имела. Примерно в 1960 году южной части бывшей улицы Третьей Версты дали название Ветеринарный переулок — по ветеринарной лечебнице (ныне районная ветеринарная станция; дом 13).